# Valle megye
Valle (nevének jelentése „völgy”) Honduras egyik legkisebb megyéje. Az ország délnyugati részén terül el. Székhelye Nacaome.

## Földrajz
Az ország délnyugati részén elterülő megye északon La Paz és Francisco Morazán, keleten Choluteca megyével, délen a Csendes-óceán egy öblével, nyugaton pedig Salvadorral határos.

## Népesség
Ahogy egész Hondurasban, a népesség növekedése Valle megyében is gyors. A változásokat szemlélteti az alábbi táblázat:
| Év             | Lakosság |
| -------------- | -------- |
| 1988           | 124 572  |
| 2001           | 151 841  |
| 2010 (becsült) | 171 612  |

## Története
Először 1873-ban jött létre Victoria megye néven Céleo Arias kormánya idején. Első kormányzója Terencio Sierra lett, aki évtizedekkel később az ország elnökévé is vált. Arias kormányának 1873-as bukása után azonban a megye megszűnt, és csak 1893-ban hozták létre ismét Choluteca, Comayagua és Tegucigalpa megyék területeinek bizonyos részeiből.